# Zilversubfluoride
Zilversubfluoride (Ag2F) is een metaalhalogenide dat toegepast wordt in de tandheelkunde. De stof wordt bereid door metallisch zilver in het donker met zilver(I)fluoride te laten reageren:
{\displaystyle {\ce {AgF + Ag -> Ag2F}}}
Zilversubfluoride vormt kleine bronskleurige kristallen met een groene schijn. De stof geleid elektrische stroom goed. In contact met water treedt ontleding op onder vorming van een neerslag van zilverpoeder en een oplossing van zilverfluoride.

## Kristalstructuur
Ag2F heeft een anti-CdI2-kristalstructuur, dat wil zeggen: dezelfde kristalstructuur als cadmiumjodide, maar met zilver op de I−-posities en F− op de plaatsen van Cd2+. De kleinste afstand tussen twee zilveratomen is 299,6 pm.